# 6000 (số)
6000 (sáu nghìn, hay sáu ngàn) là một số tự nhiên ngay sau 5999 và ngay trước 6001.

## Một số số nguyên trong khoảng từ 6000 đến 6999
- 6174: Hằng số Kaprekar